# The Eagleman Stag
The Eagleman Stag ist ein neunminütiger Kurzfilm von Michael Please. Der düstere, comicartige Film zeigt bruchstückhaft das Leben eines Mannes, dessen Beschäftigung mit der Veränderung der Zeitwahrnehmung im Alter und wie er versucht, diesen Effekt zu verhindern. Der Film gewann 2011 den British Academy Film Award in der Kategorie Bester animierter Kurzfilm.